# Късоопашат гарван
Късоопашат гарван (Corvus rhipidurus) е вид птица от семейство Вранови (Corvidae). Видът е незастрашен от изчезване.

## Разпространение
Разпространен е в Централноафриканска република, Чад, Джибути, Египет, Еритрея, Етиопия, Израел, Йордания, Кения, Мали, Нигер, Нигерия, Оман, Палестина, Саудитска Арабия, Сомалия, Южен Судан, Сирия, Уганда и Йемен.